# شمس الدين القرمي

## شمس الدين محمد القرمي
```
              
 حياته وإرثهُ الصوفي
```

##### المقدمة
يُعد شمس الدين محمد القرمي أحد أبرز الشخصيات الصوفية في التاريخ الإسلامي، حيث أسس الزاوية القرمية في القدس ، والتي أصبحت مركزًا دينيًا وتعليميًا بارزًا. 
كان معروفًا بورعه وزهده، وقضى حياته في العبادة والتدريس، مما جعله شخصية مؤثرة في المجتمع الإسلامي  خلال القرن الرابع عشر الميلادي.

##### المولد والنشأة
وُلد شمس الدين محمد بن أحمد القرمي التركماني الشافعي  في شهر ذي الحجة سنة 720 هـ، الموافق يناير 1321 ميلادية، في دمشق. نشأ في بيئة علمية ودينية، حيث تلقى تعليمه الأولي في الجامع الأموي، وكان معروفًا بورعه وزهده منذ صغره ودرس على يد كبار العلماء في عصره، وكان من أبرزهم العالم الحجّار، الذي درسه صحيح البخاري  في الجامع الأموي وهو في سن الثامنة. كما تتلمذ على يد علماء آخرين في دمشق والقدس، حيث تلقى علوم الفقه  والتصوف .

#### رحلاته وتأثيره في العالم الإسلامي
رحلاته وتأثيره في العالم الإسلامي لم يكن شمس الدين محمد القرمي مجرد شيخ صوفي منعزل في زاويته، بل كان له تأثير واسع في العالم الإسلامي. يُقال إنه قام برحلات إلى دمشق والقاهرة  وبغداد ، حيث التقى بكبار العلماء والمتصوفة، وتبادل معهم الأفكار حول التصوف والزهد. خلال هذه الرحلات، اكتسب شهرة واسعة، وأصبح يُشار إليه باعتباره رمزًا للروحانية والتقوى.
في القدس، لم يكن تأثيره مقتصرًا على الزاوية القرمية فقط، بل كان له دور في إرشاد الحكام والقادة، حيث كان يُستشار في الأمور الدينية والاجتماعية. كان يُعرف بقدرته على إلهام الناس، وجذب المريدين من مختلف أنحاء العالم الإسلامي، مما جعل زاويته مركزًا للعلم والتصوف

#### حياته وزهده
انتقل الشيخ القرمي إلى  بيت المقدس، حيث أسس الزاوية القرمية، التي أصبحت مركزًا دينيًا مهمًا في البلدة القديمة. كان معروفًا بخلواته الروحية، حيث كان يقضي أيامًا طويلة في العبادة والتأمل، ولا يخرج من خلوته إلا لأداء صلاة الجمعة. كما كان يكثر من قراءة القرآن والتدريس، حيث تلقى عنه العديد من الطلاب والعلماء.  

#### الزاوية القرمية
أسس الشيخ القرمي زاويته الشهيرة في القدس، والتي أصبحت مركزًا للعلم والتصوف. كان من أتباعه العديد من القادة والأمراء، مثل الأمير ناصر الدين محمد بن علاء الدين شاه الجيلي، الذي أمر ببناء الزاوية وأوقف عليها ثلث ماله. تحولت إحدى قاعات الزاوية إلى مسجد  بعد ترميمها عام 1976، وتضم قبور عدد من شيوخ آل القرمي، بالإضافة إلى  مصلى للنساء. تحيط بالزاوية مدارس تاريخية تعود إلى العصرين الأيوبي و المملوكي

#### وفاته وإرثه
توفي الشيخ القرمي في شهر صفر سنة 788 هـ، الموافق مارس 1386 ميلادية، في القدس الشريف. حمل جنازته العلماء والمشايخ والصلحاء، ودُفن في زاويته، التي لا تزال قائمة حتى اليوم وتُعد من أهم المعالم الصوفية في القدس.

#### تأثيره في العصر الحديث
لا يزال تأثير شمس الدين محمد القرمي حاضرًا في العالم الإسلامي، خاصة في مجال التصوف والزهد. تُعد الزاوية القرمية في القدس من أهم المعالم الصوفية التي تحافظ على إرثه، حيث تُقام فيها جلسات الذكر والتصوف، ويزورها الباحثون والمهتمون بالروحانيات الإسلامية. كما أن تعاليمه حول الزهد والتأمل لا تزال تُدرس في بعض المدارس الصوفية، حيث يُنظر إليه كأحد أعلام التصوف الإسلامي.

#### إرثه في القدس
لا تزال الزاوية القرمية قائمة حتى اليوم، وتُعد مركزًا للروحانيات والتصوف في البلدة القديمة بالقدس. تُحيط بها مدارس تاريخية تعود إلى العصرين الأيوبي والمملوكي، مما يجعلها جزءًا مهمًا من التراث الإسلامي  في المدينة المقدسة

#### ختاماً
يظل شمس الدين محمد القرمي شخصية بارزة في التاريخ الإسلامي، حيث لعب دورًا مهمًا في نشر التصوف وتعزيز المعرفة الدينية. لا تزال الزاوية القرمية قائمة حتى اليوم، وتُعد شاهدًا على التاريخ الإسلامي العريق في المدينة المقدسة.